# Anales del Museo Nacional de Montevideo
Anales del Museo Nacional de Montevideo (abreviado Anales Mus. Nac. Montevideo) fue una revista con ilustraciones y descripciones botánicas que fue editada en Montevideo por el Museo de Historia Natural de Montevideo desde 1894 hasta 1925. Fue reemplazada por Anales Mus. Hist. Nat. Montevideo

## Publicación
- Vols. 1-7, (1894/97-1909/11), 1894-1911;
- ser. 2, vol. 1, (1904/25), 1925